# Pont doré (Stockholm)
Pour le pont situé près de Da Nang au Viêt Nam, voir Pont doré.
Le pont doré (en suédois : Guldbron, formellement Slussens nya huvudbro, Le nouveau pont principal de Slussen) est un pont automobile, cycliste et piétonnier long de 140 mètres, situé dans le centre-ville de Stockholm entre Södermalm/Slussen et Gamla stan où il remplace un pont datant de 1935.
Le pont a été fabriqué en Chine en 2018-2019 et transporté sur le Zhen Hua 33 entre début 2020 et mars 2020.